# Trizs
Trizs je vas na Madžarskem, ki upravno spada pod podregijo Kazincbarcikai Županije Borsod-Abaúj-Zemplén.